# Rocheville
Rocheville település Franciaországban, Manche megyében. Lakosainak száma 608 fő (2022. január 1.). Rocheville Sottevast, Bricquebec-en-Cotentin, L’Étang-Bertrand és Négreville községekkel határos.

## Népesség
A település népessége az elmúlt években az alábbi módon változott:
| Lakosok száma | 391  | 402  | 527  | 624  | 629  | 628  | 604  | 597  | 596  | 608  |
|               | 1968 | 1982 | 1990 | 2006 | 2013 | 2015 | 2017 | 2019 | 2020 | 2022 |